# Hallelujah Money
«Hallelujah Money» es una canción de la banda virtual británica Gorillaz, con Benjamin Clementine. El lanzamiento de la canción se produjo el 19 de enero de 2017, un día antes de la inauguración de Donald Trump, como el 45.º presidente de los Estados Unidos. La canción marca el regreso de la banda desde «DoYaThing» en 2012. Es una canción política con voces de estilo evangélico sobre la música de vanguardia con toques electrónicos.

## Video musical
El video musical presenta un cameo del cantante 2-D de Gorillaz, quien aparece en forma de títere en varios puntos a través de la canción. El video termina abruptamente con un clip del episodio «Karate Choppers» de la serie de televisión SpongeBob SquarePants (esto no está presente en la versión del álbum).

## Personal
- Damon Albarn: vocales, teclados, programación, producción
- Benjamin Clementine: vocales
- Remi Kabaka: percusión
- El Coro de Humanz, (Melanie "J-B" Charles, Marcus Johnston, Brandon Markell Holmes, Imani Vonsha, Star Busby, Rusel A-Salaam, Drea D'Neur, Giovanni James, Janelle Kroll): coro